# Alfalfo Romeo
Alfalfo Romeo es un personaje de historieta español, protagonista de la serie del mismo nombre. Fue creado por Juan Carlos Ramis en 1987 para la revista Mortadelo. El nombre de la historieta es un juego de palabras con la marca de automóviles Alfa Romeo, la planta herbácea alfalfa y el protagonista masculino de Romeo y Julieta, obra parodiada en esta serie.

## Características
La historieta narra las desventuras del protagonista, Alfalfo Romeo, por tratar de llegar al balcón de su amada: Julieta Escalfos. 
El padre de Julieta tiene mucha aversión a Alfalfo, por lo que este tiene que recurrir a todo tipo de recursos disparatados (como ponerse muelles en los zapatos o valerse de una rana gigante) para tratar de llegar al balcón de su amada, aunque por lo común lo único que consigue es llevarse un porrazo detrás del otro. En otras ocasiones, Alfalfo tiene que deshacerse de algún competidor (por lo común, alguno de los pretendientes con los que Piñato quiere casar a Julieta), y en esos casos sí lograba tener un éxito parcial.
La principal peculiaridad de las historietas es que las viñetas podían dividirse en dos secciones: una, la parte superior, que aparecía rimada (por lo común cuartetas); y otra,la parte dibujada, en la que los personajes podían hablar en prosa. Uno de los chistes recurrentes es que a menudo los personajes dicen o hacen algo solo para lograr la rima, mientras en la parte en prosa comentan lo absurdo de su comportamiento. Hay un ejemplo en la segunda historieta, en la que dice Julieta: «¡Al fin llegaste querido!/Estaremos los dos solos/Porque mi padre se ha ido/A comprarse chirimbolos», cuando Alfalfo le pregunta en prosa qué es un chirimbolo, ella le confiesa que solo lo ha dicho para que rimara.
La historieta se desarrolla en un mundo estéticamente medieval pero con los anacronismos necesarios para generar los chistes y las tramas. Por ejemplo, Piñato intenta casar a su hija con Aladino, y Alfalfo se hace pasar por éste usando un proyector de diapositivas con el fin de hacer «aparecer» en la pared lo que el padre de su amada desea del genio.
Como Alfalfo nunca consigue su objetivo, en la última viñeta de todas las historietas (excepto en la primera, que es de presentación) se leía: «(Narrador) ¡Mal lo tiene nuestro amigo/para estar junto a Julieta!/(Alfalfo) ¡Seguro que lo consigo/en la próxima historieta!»

## Personajes
- Alfalfo Romeo: Un trovador bastante feo pero lleno de recursos que está dispuesto a todo con tal de alcanzar a su amada.
- Julieta Escalfos: Julieta está enamorada de Alfalfo y hace lo posible para que los planes de este triunfen.
- Piñato: El padre de Julieta. Siente un profundo desprecio por Alfalfo y ambiciona con casar a su hija con alguien que merezca la pena. Piñato intenta casar a su hija con todo tipo de personajes desde Rambo hasta Vázquez e incluso en una ocasión un marciano.
- Furila: Es la hermana fea y desagradable de Julieta. Está enamorada de Alfalfo para espanto de éste.
- Samuel Bustamante el Malayo: Malayo (a veces también se le llama chino) que aparece a partir de la historieta del n.º 20 de Mortadelo. Es un asiático que viste con un peto azul, lleva un embudo en la cabeza y sustituye la "r" por la "l" al hablar. Intenta ayudar a Alfalfo, pero su colaboración es más desastrosa que benéfica.
- Narrador: Normalmente aparece como "voz en off" narrando en rima lo que sucede. Pero a veces aparece en escena como el dibujante, representado por un cuerpo con lápiz por cabeza.

## Trayectoria editorial
La primera historieta de Alfalfo Romeo de presentación de una página apareció en la revista Mortadelo el 8 de julio de 1987. La semana siguiente ya apareció en su formato habitual de dos páginas, aunque también hubo alguna historieta de tres páginas. La última historieta de la serie se publicó el 4 de octubre de 1989. Según Ramis, la desaparición del personaje fue debida a un error de la editorial. Por aquella época se hizo una encuesta para que los lectores pusieran una nota del 1 al 9 a los personajes de la revista y Alfalfo Romeo obtuvo un cero porque se habían olvidado de incluirlo en el listado, este dato sin embargo es cuestionable, ya que en la última encuesta en el n.º 97 de la revista Mortadelo Alfalfo Romeo sí aparece como opción de voto. Nunca hubo una recopilación de las aventuras del personaje.

## Historietas

### En la revistaMortadelo
- 11 Sin título (Nota: 1 página)
- 12 No es verdad, ángel de amor, que en esta apartada orilla untado con mantequilla el bocata es más mejor...[3]
- 13 No es verdad, ángel de amor, que en esta apartada orilla tendré que abrir la sombrilla si sigue haciendo calor...
- 14 No es verdad, ángel de amor, que en esta apartada orilla... ¡Anda y que te den morcillas, aprendiz de trovador!
- 15 No es verdad, ángel de amor, que en esta apartada orilla, estoy hecha calderilla por mi dulce trovador...
- 16 La gripe de Piñato
- 17 El peinado de Furila
- 18 La piedra preciosa
- 19 Caperucito Romeo
- 20 El chino malayo (Nota: aparece por primera vez Samuel)
- 21 Cumpleaños feliz
- 22 El duque mexicano
- 23 El tirachinas gigante (Nota: Cameo de Fernando Romay, aunque no aparece su cara)
- 24 ¡Por los pelos!
- 25 ¡Pobre Piñato!
- 26 Furila karateka
- 27 ¡Que no te la den con queso!
- 28 Hassan el africano (1ª parte)
- 29 Hassan el africano (2ª parte)
- 30 El crucero
- 31 ¡Al fin solos!
- 32 El "Super-traje" (1)
- 33 El "Super-traje" (y 2)
- 34 Alfalfo "Raneo" (1)
- 35 Alfalfo "Raneo" (y 2)
- 36 El concurso
- 37 Haciendo el indio
- 38 ¡Hay que estar al loro!
- 39 A control remoto
- 40 ...Super-Romeo
- 41 "Kid" Romeo (1)
- 42 "Kid" Romeo (y2)
- 43 Un bicho en la sopa
- 44 La carta
- 45 Batacazos de altura
- 46 El genio
- 47 [no se le ocurre el título]
- 48 ¡Qué monería! (3 páginas)
- 49 El hombre lobo
- 50
- 51 Romeostein
- 52 Vampireando (1)
- 53 Vampireando (y 2)
- 54 ¡Felicidades, Piñato! (3 páginas)
- 55 Movida primaveral
- 56 De flor en flor
- 57 El «fakir»
- 58
- 59 Robotmeo (1)
- 60 Robotmeo (y 2)
- 61 El perfume
- 62 ¡Qué faena! (1ª parte)
- 63 ¡Qué faena! (y 2)
- 64 El pelotazo
- 65 Musiqueando (1ª parte)
- 66 Musiqueando (2ª parte)
- 67 La moto
- 68 Cerca de las estrellas (Parte 1)
- 69 Cerca de las estrellas (Parte 2)
- 70 Cerca de las estrellas (Parte 3)
- 71 Cerca de las estrellas (Parte 4)
- 72 Cerca de las estrellas (y 5)
- 73 Fiebre olímpica
- 74 Sopapo inesperado
- 75 El cañonazo
- 76 La cacería
- 77 ¡No veas!
- 78 La ocasión
- 79 ¡Tila!
- 80 El balonazo
- 81 By Vázquez
- 82 Cangureando
- 83 Judo macanudo
- 84 ...¡Qué marcha!
- 85 Pica-pica
- 86 ¡Que viene el cheyene!
- 87 ¡Leña!
- 88 El calcetín
- 89 ¡Ayuda! (Nota: Cameo de Pafman)
- 90 ...¡Es Cupido!
- 91 (no hay)
- 92 ¡Vaya mona! (Nota: Cameo de Agamenón)
- 93 El marciano (1)
- 94 El marciano (2)
- 95 El marciano (3)
- 96 El marciano (4)
- 97 A ritmo de Rock (1ª parte)
- 98 A ritmo de Rock (2ª parte)
- 99 ¡Qué fortuna!
- 101 El furilazo
- 102 No hay manera
- 103 El pinche
- 104 El moro
- 105 Se traspasa
- 106 El mulo
- 107 ¡Mamertazo!
- 108 Cuestión de pelos
- 109 La duquesa
- 110 ¡En los huesos!
- 111 ¡SuperSamuel!
- 112 (no hay)
- 113 ¡Qué lata! (1)
- 114 ¡Qué lata! (2)
- 115 ¡Qué lata! (y 3)
- 116 ¡Japi berdi tuyú! (1ª parte)
- 117 ¡Japi berdi tuyú! (y 2ª)
- 118 Cuestión de muslos (Nota: Cameo de Fernández)
- 119 El chucho Macario
- 120 El troglodita (Nota: Cameo de Hugh el Troglodita)

### En la revistaMortadelo Extra
- 2 Navidad 87 - Esta noche es Nochemala (Alfalfo Romeo ocupa 4 páginas)
- 3 Verano 88 - Veranillo loco (Alfalfo Romeo ocupa 3 páginas)
- 4 Año nuevo 89 - Navidades movidas (Alfalfo Romeo ocupa 3 páginas)